# هلینتسووا هورا
هلینتسووا هورا (به چکی: Hlincová Hora) یک منطقهٔ مسکونی در جمهوری چک است که در شهرستان چسکه بودیوویتسه واقع شده‌است. هلینتسووا هورا ۳٫۳۶ کیلومتر مربع مساحت و ۳۸۳ نفر جمعیت دارد و ۵۵۰ متر بالاتر از سطح دریا واقع شده‌است.